# Juan Vitalio Acuña Núñez
Juan Vitalio „Vilo“ Acuña Núñez oder auch Joaquín Rivera Núñez (* 27. Januar 1925 in Media Luna (Purial de Vicana), Kuba; † 31. August 1967 in Vado de Puerto Mauricio, Bolivien) war ein kubanischer Revolutionär und internationalistischer Guerillero.
Acuña war ursprünglich ein Bauer aus der Sierra Maestra. Er schloss sich im April 1957 den bewaffneten Truppen der Bewegung des 26. Juli innerhalb der kubanischen Rebellenarmee gegen das Batista-Regime an. Im November 1958 wurde er in den Rang eines Comandante erhoben und bekam das Kommando über eine Einheit übertragen.
Nach dem Sieg der Revolutionäre 1959 bekleidete Acuña verschiedene Ämter in den Revolutionären Streitkräften Kubas (FAR). Er war Mitbegründer der Kommunistischen Partei Kubas (PCC) im Jahr 1965 und Mitglied des Zentralkomitees.
1966 ging Acuña mit anderen kubanischen Kämpfern um Ernesto „Che“ Guevara nach Bolivien, um dort mit der Nationalen Befreiungsarmee Boliviens (ELN) eine schlagkräftige Guerillatruppe aufzubauen. Er wurde dort Guevaras Stellvertreter und Chef der Nachhut. Im April 1967 blieb er mit einigen Erkrankten zurück, in der Folge riss der Kontakt zur Hauptgruppe um Guevara ab. Auf der Suche nach der abgetrennten Hauptgruppe irrten sie in den östlichen Anden-Abhängen umher, ohne je wieder einen Kontakt herstellen zu können. Am 31. August 1967 starb er in einem feindlichen Hinterhalt am Río Grande nahe Vado de Puerto Mauricio zusammen mit Tamara Bunke.